# Gonimbrasia ochreata
Gonimbrasia ochreata är en fjärilsart som beskrevs av M.Gaede 1927?. Gonimbrasia ochreata ingår i släktet Gonimbrasia och familjen påfågelsspinnare. Inga underarter finns listade i Catalogue of Life.